# تکیه بنگی‌ها
تکیه بُنگی‌ها (Bongiha) مربوط به اواخر دوره قاجار است و در کرمان، خیابان امام خمینی، امام خمینی ١٠، انتهای کوچه، تکیه بنگی‌ها واقع شده و این اثر در تاریخ ۲ مرداد ۱۳۸۷ با شمارهٔ ثبت ۲۳۱۲۹ به‌عنوان یکی از آثار ملی ایران به ثبت رسیده است.